# Landerum
Landerum (Aasters: Janderum) is een klein dorp op het waddeneiland Terschelling, provincie Friesland (Nederland), gelegen tussen Midsland en Formerum. Op 1 januari 2019 had Landerum 92 inwoners.
Het dorp bestaat uit een rij boerderijen en woningen aan weerszijden van de hoofdweg. Landerum is van oorsprong een agrarisch dorp, waar veehouderij de voornaamste inkomstenbron was. Momenteel heeft Landerum nog 4 veehouders. De meeste boerderijen zijn verbouwd en geschikt gemaakt voor verhuur van appartementen aan toeristen. In Landerum is een garagebedrijf gevestigd en een verkooppunt voor Terschellinger honing.
Dorpen en buurtschappen: Baaiduinen · Dellewal · Formerum · Halfweg · Hee · Hoorn · Horp · Kaard · Kinnum · Landerum · Lies · Midsland · Midsland aan Zee · Midsland-Noord · Oosterend · Striep · West aan Zee · West-Terschelling

Friesland: Steden en dorpen      Nederland: Provincies · Gemeenten